# Villa proxima
Villa proxima är en tvåvingeart som beskrevs av Hall 1976. Villa proxima ingår i släktet Villa och familjen svävflugor. Inga underarter finns listade i Catalogue of Life.